# Garreh-Ajuran (jezik)
Garreh-Ajuran jezik (ISO 639-3: ggh, povučen), naziv za nekad priznati, danas podijeljeni jezik u Keniji, koji se klasificirao podskupini oromo. Njegov identifikator [ggh] povučen je iz upotrebe u siječnju 2008., a dijalekti garreh (gurreh, garre, gari) i ajuran (ajuuraan, ujuuraan) podijeljeni između boranskog [gax] i somalskog [som]. Prema podacima njime je govorilo 128 000 ljudi (1994 I. Larsen BTL);  96 000 Garreh i 32 000 Ajuran.
Pleme Garre iz Somalije smatra sebe istim narod kao Garreh iz Kenije, ali oni danas govore različitim jezicima

## Vanjske poveznice
- Ethnologue (14th)
- Ethnologue (16th)